# 9208 Takanotoshi
A 9208 Takanotoshi (ideiglenes jelöléssel 1994 TX2) a Naprendszer kisbolygóövében található aszteroida. K. Endate és Vatanabe Kazuró  fedezte fel 1994. október 2-án.